# 田中孝幸
田中 孝幸（たなか たかゆき、1981年2月24日 - ）は日本のフラワーアーティスト、花人、クリエイティブディレクター。

## 来歴
三重県出身。
学生時代より世界を旅した後、明治大学政治経済学部を卒業。出版社に就職するが数ヶ月で退職後、記者などを経て、花に惹かれ、大田市場に勤める。
大田市場勤務時に、ベルギーのフラワーアーティストダニエル・オストと出会う。オストからの「君はフラワーデザインの現場へ来るべきだ」という言葉を契機に「花の表現者」としての道へと進む。オストが手がけるエグゼビションなどでの花仕入れや制作のサポートをおこない、オストによる金閣寺等の各世界遺産でのエグゼビション制作などに従事、師事する。この時期よりソロで花をいけ始める。
2010年、フラワーアートユニット「Edit Tres」を東京都港区南青山に立ち上げる。2014年より、同じく東京都港区南青山に「United Flowers」を設立する。
日本文化はもとより世界文化、生命科学、自然科学、歴史、民俗学、哲学、文学、文芸など多種多様な分野への深い造詣・関心を背景にして、独自の解釈と意義を纏わせた他に類を見ない花表現を思索し、生み出し続けている。

## 主要な業績
現存する日本最古の女性誌である「婦人画報」（ハースト婦人画報社）にて「東京百花2018」を巻頭連載（2018年4月号～2019年3月号）、2018年12月号では、丹下健三設計の「東京カテドラル聖マリア大聖堂」にて、同教会の十字型のトップライトから降り注ぐやわらかな光の中に立つ樅のクリスマスツリーを制作し、同誌に掲載された。
谷崎潤一郎の「陰翳礼讃」にあるように、日本文化に深く根差してきた「光と陰」をメインテーマに、DESIGNART TOKYO 2018にて「陰陽花：One breath of flowers in the yin and yang」（2018年10月19日-10月28日）を代官山TENOHAを舞台に制作・展示した。
日常で誰もが使う生活家電に、咲き誇る草花を組み合わせ、無機質な人工物と生命の躍動を伝える植物とのコントラストに着想した「Debut -Beauty in Life-」（2016年3月1日-4月5日）を、蔦屋家電とのコラボレーションにより制作・展示した。
京都・大本山建仁寺塔頭両足院で開催された「MODERN KYOTO CERAMIC 2015」（2015年11月1日-11月3日）において、陶芸家（大森準平）と協働した作品を発表。共通テーマである「琳派」を主題に、尾形光琳の作品にある空虚感や真空の世界観を表現した。また同じく京都にて「太秦江戸酒場《UZUMASA EDO SAKABA》（東映太秦撮影所）」（2016年8月27日-8月28日）における、映像デザイナー（EDP graphic works）、水墨画家（吉田翔）、書道家（岡西佑奈）、音楽家（JEMAPUR）、樂焼作家（小川裕嗣）とのコラボレーションによるインスタレーション展示を行った。
ダイワハウス工業株式会社、予防医学者石川善樹と共に、都市ストレスを軽減する家「森が家」を企画・開発した（2019年1月）。建築の付随物としての植栽ではなく、住宅のコアコンセプトを担う「森の構成要素」を活用した空間デザインを担う。予防医学の観点を取り入れ、「都市ストレスの解消」を基準に、まるで森の中で暮らしているかのように感じる空間や設えを設計した。安定した生活を維持するために、外部環境を遮断する形で進化してきた都市生活環境が、光の明暗や音の強弱といった自然本来の「変化」を人間の生活から取り除いてしまい、生活が自然からかい離しすぎたために、結果として利便性と引き換えに心身に負荷をかけていると分析した。人間が生き物としてのバイオリズムに則った暮らし方ができる家を訴求するため、自然界に必ずある光と影、明暗を感じられる住まい空間をデザイン・プロデュースした。
独自の染色技術で国内外で人気を博すレザーブランド『YUHAKU』とコラボレーション、レザーと花との「生命の脈の美」という共通点を見出し、レザープロダクト「THE ART OF FLOWER」を発表する(2019年1月）。
茨城県県北振興局が主催する「茨城県北ガストロノミー」にて2020年度のクリエイティブディレクターに就任。茨城県北地域（日立市、常陸太田市、高萩市、北茨城市、常陸大宮市、大子町）に育まれる自然・文化・歴史・空間など風土の魅力全てを融合させて再編し「一皿の料理」に込めて、魅力を発信するプロジェクトのクリエイティブ全般と空間設計・演出を担う。
「婦人画報」2020年７月号誌上にて、金沢で約３５０年の歴史を誇る大樋焼十一代大樋長左衛門を父にもつ陶芸家・アーティストの奈良祐希氏と対談。奈良氏制作の花器「Bone Flower」に特別に花をいけるコラボレーションを展開した。
フランスの高級車ブランドDS Automobilesの依頼により、東京のミッドタウン日比谷において、仏日の美意識融合の象徴とした新作「美意識の中庭～Jardin Intérieur, Manifestation de la Beauté ～」を制作、展示・発表した（2020年8月22日～23日）。
奈良市の施設・創業支援施設BONCHのリノベーションプロジェクトにおいて、クリエイティブディレクション・企画空間デザインに加え、使える常設インスタレーション『磐座iwakura』 の制作を担う。「よい仕事」が生まれる環境とは、その地域、風土を五感で受け止め、個々の内面のリズムと共振できる場であるとの認識から、「奈良の風土を五感で受け止められ、室内外の境界を溶かすワークスペース『TEN』」を創り上げた。天井を抜いたままという未知のデザインで、四季の気配や自然光、町の音、悠久の時を打つ寺院の鐘の音など外の気配を、室内ワークスペースとつなぎ、奈良に降り注ぐもの全てを感じながら仕事や思索に耽ることができる空間を創出し演出した（2021年6月）。「県外就業者が多い奈良市は、これまで大阪や京都のベッドタウンという位置づけでした。“暮らすまち”に加えて“よい仕事ができるまち”へと、転換をはかります。そのためにあらゆるウチ（内）とソト（外）を相対化し、自由に行き来できる次の時代のはたらき方を、ここ奈良から提案していく」という奈良市とBONCHIの意図を空間で具現化した。
ダイキン工業のプロダクトデザイナー・関浩一郎氏と「心地いい空気をどう作る」クリエイター対談（2021年10月）。
自身が企画空間デザインした奈良市の創業支援施設のワークプレイス『TEN』にて対談イベント”Work Magic NARA” を始動（2021年10月）。２ヶ月に一度、約一年間をかけて様々なゲストを奈良に招き、回を重ねながら「はたらく（＝生きる）こと」への思索を共に深めることをテーマに対話を続けた。写真家の三好和義、映画監督の大森立嗣、染色家の吉岡更紗、霊長類学者で第２６代京都大学総長の山極壽一、精神科医の星野概念、劇作家で演出家の平田オリザなど多種多様な人物との対談はメディアにも取り上げられ注目を集めた。2022年11月に平田オリザ氏との対談「対話から生まれるものたち」で最終回を迎えた。
ファッションとデザインという日々の生活の営みには欠かせない2つの分野にフォーカスを置き、すべての生活者に開けた祭典：TOKYO CREATIVE SALONとSHIBUYA-FASHON WEEKの依頼を受けインスタレーションを制作する。渋谷区立北谷公園に建築家の谷尻誠・吉田愛が率いるSUPPOSE DESIGN OFFICEが設計したA-BOX内に、東京都の街路樹剪定で出る廃棄枝材を独自利用して、プリミティブな静謐内的空間「蓑虫庵」を創作、演出した（2022年3月）。
空間デザインを担った大和ハウス工業のTV-CM「MARE」篇が放送開始。曖昧な境界線によって室内と外をつなぐことを特徴とする日本の美意識を宿す家をテーマとしたTV-CMのための作庭や室内空間デザインなどを担当した（2022年10月）。

## 作品・その他の活動
「Robotanica」Collaboration with KUKA (Germany) ロボットとフラワーアートの共演　2015年12月2日-12月5日
「破花：breaking flowers / Takayuki Tanaka for ABAHOUSE」at ABAHOUSE HARAJUKU 東京 2017年10月16日-10月22日

## メディア出演・掲載
BS12 「あなたと私の美しい家」vol.2 出演　2019年2月
36時間わたしの京都観光 12通りの1泊2日　淡交社　2018年9月